# Гордейчук, Фёкла Емельяновна
Фекла Емельяновна Гордейчук (1904 — 1975) — звеньевая колхоза «Праця» Шаргородского района Винницкой области, Герой Социалистического Труда.

## Биографические сведения
Окончила два класса церковно-приходской школы.
С 15 лет работала в колхозе. Во время Голодомора 1932—1933 годов, по воспоминаниям самой Феклы Емельяновны, её семья выживала на лебеде, желудях, листьях различных растений. В годы Великой Отечественной Войны приходилось выполнять тяжёлую мужскую работу.
В 43-летнем возрасте ей было присвоено звание Героя Социалистического Труда.
Семья: муж Иван Петрович, дочь Мария (1928 г.р.), внуки Анна, Григорий и Иван.
Умерла в 1975 году.